# Happarana pallida
Happarana pallida är en insektsart som beskrevs av Sjöstedt 1920. Happarana pallida ingår i släktet Happarana och familjen gräshoppor. Inga underarter finns listade i Catalogue of Life.